# هاراو
هاراو (به ارمنی: Հարավ) یک منطقهٔ مسکونی در جمهوری آرتساخ است که در استان آسکران واقع شده‌است. هاراو ۳۰۰ نفر جمعیت دارد.